# André Roy (écrivain)
Pour les articles homonymes, voir André Roy et Roy.
André Roy, né le 27 février 1944 à Montréal, est un écrivain, poète, critique littéraire et critique de cinéma québécois.

## Biographie
Il détient un doctorat en études françaises de l'Université de Sherbrooke.
Professeur aux niveaux universitaire et collégial, il travaille aussi à la pige comme journaliste, critique littéraire et critique de cinéma.
Codirecteur du journal contre-culturel Hobo-Québec de 1972 à 1974, il dirige en parallèle la collection « Proses du Jour » aux Éditions du Jour (1973-74), puis la collection « Écrire » aux Éditions de l'Aurore (1974-75). Il est cofondateur et, de 1979 à 1983, rédacteur en chef de la revue Spirale. De 1983 à 1985, il est codirecteur des éditions et de la revue Les Herbes rouges. Rédacteur aux éditions de l'Hexagone de 1986 à 1988, puis aux Herbes Rouges, il signe plusieurs textes pour Radio-Canada et Radio-Québec. Il écrit aussi des textes pour la revue française Masques dans la première moitié des années 1980.
Poète associé aux éditions les Herbes Rouges, il a traversé avec eux tous les courants d'écriture qui ont défini la littérature depuis les années 70. Feuilletoniste, il a rassemblé plusieurs de ses livres dans des cycles, dont Le cycle des passions, explorant la drague homosexuelle sans ambages, mais avec les outils formalistes de l'écriture et toujours avec un souci de déconstruire la communication, incluant les livres Les passions du samedi (1979), Petit supplément aux passions (1980), Monsieur Désir (1981), Les lits de l'Amérique (1983); celui de L'accélérateur d'intensité, qui continue en quelque sorte son exploration de l'amour et de la drague homosexuelle, mais en considérant l'ère post-Sida, qui comprend L'accélérateur d'intensité suivi de On ne sait pas si c'est écrit avant ou après la grande conflagration (1987), Les amoureux n'existent que sur la terre (1989), On sait que cela a été écrit avant et après la grande maladie (1992), et Le cœur est un objet noir caché en nous (1995); celui des Nuits qui rassemble ses textes de poésie sur le cinéma, Nuits (1984), Le spectacle de l'homme encore visible (1988), De la nature des mondes inanimés et de ceux qui y habitent (1994), et Nous sommes tous encore vivants (2002); celui de La vie parallèle qui regroupe ses essais sur le cinéma, les reprises de ses chroniques de critique avec La vie parallèle (1994), Voyage au pays du cinéma (1999), Le rayon rose (2006); celui des Vies qui traite des occupations du poète, hors la drague surréaliste et le cinéma, avec Vies (1998), Professeur de poésie (2003). De ses débuts formalistes, à ses livres plus récents, de ses hommages aux poètes et écrivains phares qui l'ont inspiré, de Mandelstam, La très grande science des adieux du poète russe Ossip Mandelstam, (2017), Kafka, avec La très grande solitude de l'écrivain pragois Franz Kafka (2014), Federico García Lorca, Pasolini et tous ceux qu'il nomme ses espions de Dieu, Les espions de Dieu (2008), l'œuvre d'André Roy, foisonnante et à la fois cohérente, n'a cessé de plonger dans la nuit de l'écriture. Il a dit, dans une entrevue donnée à Réjean Bonenfant et Richard Giguère : « Quand on écrit, on est dans la plus grande inquiétude, dans une angoisse irrecevable pour tout autre que soi; personne ne peut t'aider. Il faut se résigner à ce travail solitaire, injustifiable ». Dans cette même entrevue il énonce : « […] je voudrais dire ici qu'une œuvre se doit d'être injustifiable: il ne faut jamais qu'elle origine d'une aliénation fondamentale, par exemple, à la politique. Dans la mesure où tu essaies de justifier politiquement, culturellement, ton œuvre, c'est déjà foutu pour toi et pour elle ».
André Roy est un des premiers écrivains ouvertement gay du Québec, notamment dans D'un corps à l'autre (1976) et Les Lits de l'Amérique (1983). Il publie régulièrement des chroniques littéraires pour la revue LGBTQ+ de Montréal, Fugues, depuis sa création en 1984. Après avoir été finaliste à deux reprises pour Les Passions du samedi (1979) et Les Sept Jours de la jouissance (1984), il est lauréat du Prix du Gouverneur général, catégorie Poésie de langue française, pour Action writing (1985).
Il a participé à quelques spectacles littéraires et a réalisé un court métrage adapté de son livre Traité du paysage (2005) en collaboration avec les Productions Rhizome.
Il remporte le prix Alain-Grandbois 2015 pour La Très Grande Solitude de l'écrivain pragois Franz Kafka, paru en 2014.

## Œuvre

### Poésie
- Concerto sans rimes, Montréal, Les éditions sans le sou, 1965, 46 p., ouvrage collectif.
- N'importe quelle page, Montréal, Les Herbes rouges (revue no 11), 1973, 34 p.
- L'Espace de voir, Montréal, L'Aurore, coll. Lecture en vélocipède, 1974, 51 p.
- En image de ça, Montréal, L'Aurore, coll. Lecture en vélocipède, préf. Patrick Straram, ill. Roger Des Roches, 1974, 68 p.,  (ISBN 0885320077).
- Vers mauve, Montréal, Les Herbes rouges (revue no 28), 1975, 28 p.
- D'un corps à l'autre, Montréal, Les Herbes rouges (revues nos 36-37), 1976, 55 p.
- Corps qui suivent, Montréal, Les Herbes rouges (revue no 46), 1977, 42 p.
- Formes, Belgique, Herstal, 1977, 55 p., choix de poèmes.
- Le Sentiment du lieu, Montréal, Les Herbes rouges (revue no 62), 1978, 23 p.
- Les Passions du samedi, (Le cycle des passions 1), Montréal, Les Herbes rouges, coll. Lecture en vélocipède, 1979, 94 p.  (ISBN 2920051016).
- Petit supplément aux passions, (Le cycle des passions 2), Montréal, Les Herbes rouges (revues nos 79-80), 1980, 51 p.
- Monsieur Désir, (Le cycle des passions 3), Montréal, Les Herbes rouges (revues nos 88-89), 1981, 54 p.
- Les Lits de l'Amérique, (Le cycle des passions 4), Montréal, Les Herbes rouges (revues nos 116-117), 1983, 59 p.
- La Leçon des ténèbres, Beuvry (France), éditions Ecbolade, 1983.
- Les Sept Jours de la jouissance, Montréal, Les Herbes rouges, 1984, 104 p.  (ISBN 2920051199).
- Nuits, Montréal, Les Herbes rouges (revue no 126), 1984, 42 p.
- Action Writing, Montréal, Les Herbes rouges, 1985, 110 p.  (ISBN 2920051253).
- C'est encore le solitaire qui parle, Montréal, Les Herbes rouges, 1986, 144 p.  (ISBN 2892720273).
- L'Accélérateur d'intensité, suivi de, On ne sait pas si c'est écrit avant ou après la grande conflagration, Trois-Rivières, Écrits des Forges, 1987, 114 p.  (ISBN 2890461203); France, Castor Astral, 1987, 114 p.; réédition, Montréal, Les Herbes rouges, coll. Territoire no 32, 2019, 134 p.  (ISBN 978-2-89419-713-4).
- Le Spectacle de l'homme encore visible (Nuits 2), Montréal, Les Herbes rouges (revue no 165), 1988, 63 p.  (ISBN 2892720435).
- Les amoureux n'existent que sur la terre (L'accélérateur d'intensité 2), Montréal, Les Herbes rouges (revues nos 181-182), 1989, 74 p.  (ISBN 2892720591).
- On sait que cela a été écrit avant et après la grande maladie (L'accélérateur d'intensité 3), Montréal, Les Herbes rouges, 1992, 139 p.  (ISBN 2894190166).
- De la nature des mondes animés et de ceux qui y habitent (Nuits 3), Montréal, Les Herbes rouges, 1994, 83 p.  (ISBN 2-89419-054-9).
- Le cœur est un objet noir caché en nous (L'accélérateur d'intensité 4), Montréal, Les Herbes rouges, 1995, 78 p.  (ISBN 2-89419-075-1).
- Vies, Montréal, Les Herbes rouges, 1998, 132 p.  (ISBN 2-89419-129-4).
- Nous sommes tous encore vivants (Nuits 4), Montréal, Les Herbes rouges, 2002, 71 p.  (ISBN 2-89419-194-4).
- Professeur de poésie (Vies 2), Montréal, Les Herbes rouges, 2003, 69 p.  (ISBN 2-89419-222-3).
- Traité du paysage, Montréal, Les Petits villages (Saint-Joseph-de-la-Rive), 2005, 32 p. (éd. limité à 125 ex.)  (ISBN 2-9807842-5-7).
- Les Espions de Dieu, Montréal, Les Herbes rouges, 2008, 136 p.  (ISBN 978-2-89419-282-5).
- C'est encore nous qui rêvons, Montréal, Les Herbes rouges, 2012, 118 p.  (ISBN 978-2-89419-328-0).
- La Très Grande Solitude de l'écrivain pragois Franz Kafka, Montréal, Les Herbes rouges, 2014, 80 p.  (ISBN 978-2-89419-421-8).
- Quelque chose du paysage, Montréal, Les Herbes rouges, 2016, 130 p.  (ISBN 978-2-89419-557-4).
- La Très Grande Science des adieux du poète russe Ossip Mandelstam, Montréal, Les Herbes rouges, 2017, 94 p.  (ISBN 978-2-89419-621-2).
- Comment allons-nous dorénavant écrire ?, Montréal, Les Herbes rouges, 2021, 86 p.  (ISBN 978-2-89419-748-6).

### Recueils de nouvelles
- Morceaux du Grand Montréal, récit, collectif, Longueuil, Éditions du Noroît, 1978.
- Enfances et Jeunesses, récit, Montréal, Les Entreprises Radio-Canada, 1981.
- Vingt ans, récit, collectif, Montréal, Les Herbes rouges, 1988.

### Ouvrages sur le cinéma
- Question de cinéma 1, Montréal, Les Herbes rouges (revue no 139), 1985, 63 p.  (ISBN 2892720249).
- Question de cinéma 2, Montréal, Les Herbes rouges (revue no 155), 1987, 62 p.  (ISBN 2892720354).
- Dictionnaire du cinéma québécois, dirigé par Marcel Jean et Michel Coulombe, collectif, (collaborateur), Montréal, Boréal, 1988, 814 p.  (ISBN 9782764604274), réédition en 1992.
- Les Médias québécois: presse, radio, télévision, câblodistribution, en collaboration avec Marc Raboy, Montréal, Gaëtan Morin, 1992, 280 p.  (ISBN 2891054407).
- 100 films à voir en vidéo, Montréal, Éditions logique, coll. Guides pratiques, 1997, 351 p.  (ISBN 2893815197).
- Voyage au pays du cinéma, préf. de Robert Daudelin; postface de Laurent Michel-Vacher, Montréal, Les Herbes rouges, essai, 1999, 390 p.  (ISBN 2-89419-144-8).
- Dictionnaire général du cinéma: du cinématographe à Internet : art, technique, industrie, Montréal / Ville Saint-Laurent, Les Éditions Fides, 2007, XV-517 p., 21 cm (ISBN 2-7621-2787-4 et 978-2-7621-2787-4, OCLC 122281272, SUDOC 124794548, présentation en ligne).

### Autres publications
- Marguerite Duras à Montréal, textes réunis par Suzanne Lamy et André Roy, Montréal, éditions Spirale; Paris, éditions Solin, 1981, 1984.
- Le Corps à corps avec la mère. Luce Irigaray, écrit en collaboration avec Suzanne Lamy, Montréal, Éditions de la Pleine Lune, 1981.
- La Vie parallèle - un carnet (novembre 1992-avril 1994), Montréal, Les Herbes rouges, coll. Essai, 1994, 103 p.  (ISBN 2-89419-058-1).
- Le Rayon rose - la vie parallèle 3, Montréal, Les Herbes rouges, coll. Essai, 2006,  (ISBN 2-89419-253-3).
- J'ai toujours appris à écrire - la vie parallèle 4, Éditions Trois-Pistoles, coll. Écrire, 2006, 170 p.  (ISBN 978-2-89583-151-8).

## Honneurs
- 1979 : Finaliste au Prix du Gouverneur général, Les Passions du samedi ;
- 1984 : Finaliste au Prix du Gouverneur général, Les Sept Jours de la jouissance ;
- 1985 : Prix du Gouverneur général, Action writing[5] ;
- 1987 : Grand Prix du Festival international de la poésie, L'Accélérateur d'intensité ;
- 1988 : Prix de poésie Terrasses Saint-Sulpice, Vies ;
- 2008 : Prix littéraire de Radio-Canada[6] ;
- 2009 : Finaliste au Prix du Gouverneur général, Les Espions de Dieu[5] ;
- 2009 : Prix littéraires des enseignants AQPF-ANEL, Les Espions de Dieu ;
- 2015 : Prix Alain-Grandbois pour La Très Grande Solitude de l'écrivain pragois Franz Kafka[7] ;
- 2016 : Prix Shulamis Yelin de la Fondation J. J. Segal pour La Très Grande Solitude de l'écrivain pragois Franz Kafka[8] ;
- 2020 : Prix Violet du Métropolis Bleu (pour l'ensemble de son œuvre)[9].

### Archives
- Archives conservées par : Bibliothèque et Archives nationales du Québec (525118, 1950-2011, Fonds André Roy)